# Tramvaj na kat
Tramvaj na kat je tramvaj koji ima dvije razine prostora za putnike. Neki tramvaji na kat imaju otvoreni krov. Tramvaji na kat nekada su bili popularni u nekim europskim gradovima, poput Berlina i Londona, na teritorijima Britanskog carstva u ranoj polovici 20. stoljeća, uključujući Auckland, Christchurch i Wellington na Novom Zelandu; Hobart, Tasmanija u Australiji i u dijelovima Azije. U SAD-u prvi put su se pojavili u Pittsburgu, početkom 20. stoljeća. Tramvaji na kat još uvijek su u službi ili su čak novo predstavljeni u Hong Kongu, Aleksandriji, Oranistadu, Blackpoolu, Birkenheadu, Franschhoeku, Aucklandu i Douglasu, uglavnom kao turistički tramvaji.

## Vanjske poveznice
- Franschhoek Wine Tram: https://winetram.co.za/
- Manufacturer of hydrogen-powered trams in Aruba and Dubai: https://www.tig-m.com/
- MOTAT tramway collection Auckland, New Zealand: https://www.motat.org.nz/collections/collection-themes/tramways/  Arhivirana inačica izvorne stranice od 21. prosinca 2019. (Wayback Machine)